# Nyikolaj Jakovlevics Danyilevszkij
Nyikolaj Jakovlevics Danyilevszkij (Moszkva, 1822. november 28. (ó-naptár) – Tiflisz, 1885. november 7.) orosz földrajztudós, szociológus, a szlavofilizmus megalapítója, a darwinizmus ellenfele.

## Élete és munkássága
Tanulmányait Carszkoje Szelóban, majd a pétervári egyetemen végezte, előbb a fizika-matematika karon, de magiszteri disszertációját már a botanikai tanszéken védte meg. Csatlakozott az ellenzéki írók Petrasevszkij köréhez.
Elítélték és Vologdába száműzték. Tudományos munkáját ott is folytatta, egyik száműzetésben készült munkájával elnyerte az orosz földrajzi társaság díját. Később állami szolgálatba lépett. A kormány többször kiküldte tudományos kutatásokra; így a Volga, Kaszpi-tenger és a Jeges-tenger halászatának tanulmányozására, a szőlőtermelés megvizsgálására a Krímbe; összesen kilenc tudományos expedíción vett részt. Oroszország európai része vízmedencéinek kutatásáért elnyerte a földrajzi társaság érmét. 
Az 1860-as években, a reformok kezdetétől érdeklődése a társadalompolitikai és történelmi-kulturális témák felé fordult. Fő műve, az Oroszország és Európa (Rosszija i Jevropa) 1871-ben jelent Szentpéterváron. Ebben lerakta a szlavofilizmus alapelveit, a munkát a szlavofilek kátéjuknak tartották (Magyarországon kimerítően ismertette Szabó Endre a Budapesti Szemle 1888 decemberi füzetében). Ebben a művében élesen Európa-ellenes álláspontot képviselt, kijelentette: „Európa nem ismeri [Oroszországot], mert nem akarja ismerni; vagy jobban mondva olyannak ismeri, amilyennek ismerni akarja, azaz úgy, ahogy az megvetésével összhangban áll”. Másutt azt is fejtegette, hogy egyáltalán nincs semmilyen Európa, az csupán Eurázsiának a nyugati pereme. Ezzel az eurázsianizmus előfutára is lett. 
Mint a darwinizmus határozott ellensége, Darvinizmus cím alatt (Szentpétervár, 1885-87) írt szintén nagy terjedelmű tanulmányt. A civilizációkról alkotott elmélete nagy hatást gyakorolt a modern nyugati filozófiai kultúrára.